# ماروی (روسیه)
ماروی (به لاتین: Marevy) یک منطقهٔ مسکونی در روسیه است که در استان آمور واقع شده‌است.